# Csáki János (lelkész)
Csáki János (Palota, ? – Felpéc, 1773 márciusa) evangélikus lelkész.

## Élete
Tanult Pozsonyban és Lipcsében; azután Felpécen, Győr megyében lett lelkész.

## Munkái
- Exercitiola germanica ac hungarica, juxta seriem primitivorum Cellarii, in usum tironum edita. Posonii, 1761. és 1777.

Hoffmannak a Zufriedenheit mit seinem schicksale és Sarasanak Stets fröhlich zu seyn című munkáit is lefordította magyarra, de ezek kéziratban maradtak.